# نقد نصي
النقد النصي أو النقد السفلي أو فن تحقيق النصوص هو فرع من اللسانيات المقارنة أو فهرسة الكتب يهتم بالتعرف على أخطاء نصوص المخطوطات وإزالتها. تحوي المخطوطات القديمة عادة أخطاء أو تغييرات قام بها النساخ الذين نسخوها باليد. يطلب الناقد النصي التعرف على أقرب نص للنص الأصلي أو النسخة القديمة أو أي نسخة أخرى وجدت في الماضي 
يختلف النقد النصي أو السفلي عن النقد العالي الذي يطمح لتحديد المؤلفين وتأريخ ومكان تأليف النص.

## لمحة

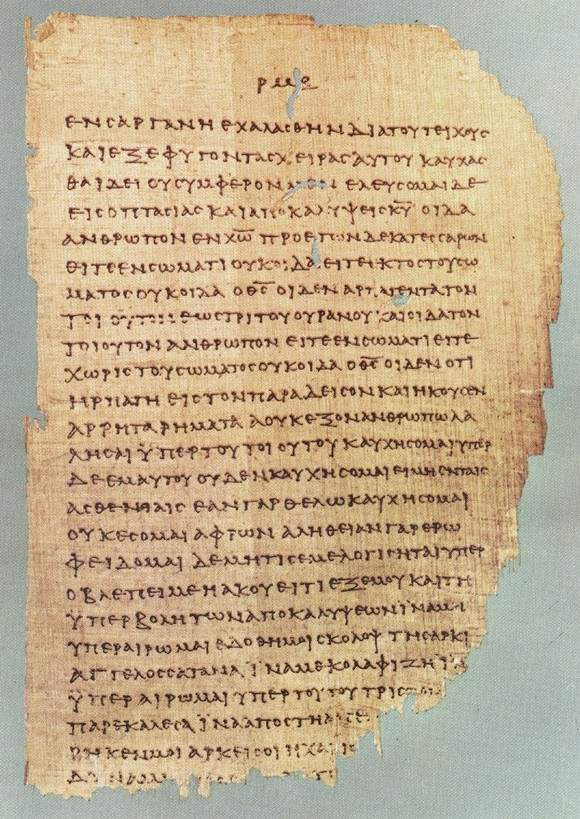
Folio from بردية 46, containing الرسالة الثانية إلى أهل كورنثوس 11:33-12:9

يعود تأريخ النقد النصي لأكثر من ألفي عام حيث اهتم النقاد الأوائل بحفظ النصوص القديمة ومن ثم مخطوطات العصور الوسطى. توجد نصوص قديمة مثل الكتاب المقدس في مئات النسخ والعلاقة بين كل نسخة والنص الأصلي ليست واضحة. يناقش المختصون أية نصوص أقرب للأصلية وأي منها صحيح.
إن أعمال شكسبير في اللغة الإنجليزية أرض خصبة للنقد النصي لأنها تحوي كمية من التنوعات ولاهتمام النقاد بإنتاج طبعات أفضل. وبالرغم من أن مبادئ النقد النصي وضعت أصلا للأعمال القديمة والكتاب المقدس وشكسبير إلا أنها طبقت على أعمال أخرى تعود للماضي وحتى القرن العشرين.
ليس من السهل دائما تحديد النص الأصلي عند مقارنة عدة مخطوطات (تسمى «شواهد») وتمييزه عن النصوص المضافة بشكل مقصود أو غير مقصود من أشخاص آخرين. إن مهمة الناقد تمييز الاختلافات وتحديد «نص نقدي» يكون أقرب ما يمكن للأصل.
هناك ضرورة لتطبيق النقد النصي على الكتاب المقدس من أجل سببين أساسيين هما؛
السبب الأول: هو ضياع جميع النسخ الأصلية.
والسبب الثاني: أن جميع النسخ الموجودة للكتاب المقدس تختلف عن بعضها البعض؛ لذلك يجب على الناقد أن يدرس
هذه النسخ الكثيرة المختلفة، في محاولةٍ منه للوصول إلى ما يَظُنُّه النص الأصلي، أو بتعبير آخر، يحاول استخراجَ
الحق من بين ركام الباطل الموجودِ في المخطوطات؛ ليفاضِلَ بين الاختلافات الكثيرة؛ ليختار من بينهم الأقرب إلى الحق.
مخطوطات الكتاب المقدس كثيرة، وبينها اختلافات عديدة، بعض هذه الاختلافات تجعل العلماءَ في حيرة شديدة،
ولا يستطيعون الوصول إلى الحقيقة التي ينشدونها بعد تطبيق قواعد النقد النصي. ومن ضمن هذه المشكلات العويصة
مشكلةٌ مشهورة جدًّا بين علماء الكتاب المقدس الموجودة في نص إنجيل يوحنا 7: 8 (أنا لست أصعد «بعد» إلى هذا العيد),
فإن الكلمة الْمُلَوَّنَة بالأحمر عليها خلاف بين مخطوطات الكتاب؛ هل هذه الكلمة ثابتة ومن أصل الكتاب؟ أم أنها كلمةٌ مُضَافَةٌ
من قِبَلِ بعض الذين تلاعبوا بمخطوطات الكتاب المقدس؟
يقوم الناقد بدراسة الدلائل الخارجية (عمر وانتشار وعلاقة الشواهد) والدلائل الداخلية أو المادية.
والهدف من عمل الناقد إنتاج «نسخة نقدية» تحوي النص الأقرب للأصل مع تعليقات نقدية تحوي تحقيق وتحليل المحرر للأدلة وسجل للقراءات الأخرى المرفوضة.
هناك ثلاثة أساليب رئيسية للنقد النصي
1. التركيبية
2. stemmatics,
3. copy-text editing

## التركيبية
تشير التركيبية إلى استشارة باقة متنوعة من شواهد أصل معين بالاعتماد على مبدأ أنه كلما استقل تاريخ نقل شاهدين قل احتمال إنتاج الأخطاء نفسها. فما يحذفه شاهد ربما حفظه آخر وما أضافه شاهد لا يرجح أن يضيفه آخر. تسمح التركيبية بالوصول لاستدلالات حول النص الأصلي بالاعتماد على الاختلافات بين الشواهد.
تعطي القراءات التركيبية عادة لمحة عن عدد شواهد كل قراءة. وبالرغم من تفضيل القراءة الموجودة في معظم الشواهد لكن هذا ليس المعيار ولا يتبع دائما. قد تحوي طبعة ثانية لمسرحية لشكسبير مثلا إضافة تشير إلى حدث عرف حدوثه بين الطبعتين. وبالرغم من احتمال أن تحوي كل المخطوطات اللاحقة تلك الإضافة لكن النقاد النصيون قد يستطيعون الاستنتاج بأن النص الأصلي بدون تلك الإضافة.
ينتج عن هذه الطريقة نص قراءاته من شواهد مختلفة، وهذا النص ليس نسخة عن مخطوطة معينة وقد يختلف عن معظم المخطوطات. وحسب هذه الطريقة لا تفضل أي مخطوطة نظريا، بل يصل النقاد النصيون لآراء بالاعتماد على أدلة داخلية وخارجية.
أصبحت التركيبية التي لا تفضل أي مخطوطة مسبقا الطريقة السائدة لتحرير النص اليوناني للعهد الجديد منذ منتصف القرن التاسع عشر (الطبعة الرابعة لجمعية الكتاب المقدس المتحدة وطبعة نستله ألاند 27). ورغم ذلك تفضل أقدم المخطوطات وهي من النوع الإسكندراني.

## ملحوظات
1. ↑  مجدي وهبة؛ كامل المهندس (1984)، معجم المصطلحات العربية في اللغة والأدب (ط. 2)، بيروت: مكتبة لبنان ناشرون، ص. 279، OCLC:14998502، QID:Q114811596
2. ↑  بارت إيرمان, Misquoting Jesus.
3. ↑  Vincent. A History of the Textual Criticism of the New Testament 
"[...]that process which it sought to determine the original text of a document or a collection of documents, and to exhibit, freed from all the errors, corruptions, and variations which may have been accumulated in the course of its transcription by successive copyings."
4. 1 2  Tanselle, Thomas G. A Rationale of Textual Criticism, University of Pennsylvania Press, 1989, ISBN 0-8122-8173-X
5. ↑  Jarvis, Simon, Scholars and Gentlemen: Shakespearian Textual Criticism and Representations of Scholarly Labour, 1725-1765, pp. 1-17, Oxford University Press, 1995, ISBN 0-19-818295-3
6. ↑  Maas, Paul, Textual Criticism, pp.22-3, Clarendon Press, 1958 
The apparatus criticus is placed underneath the text simply on account of bookprinting conditions and in particular of the format of modern books. The practice in ancient and medieval manuscripts of using the outer margin for this purpose makes for far greater clarity.
7. ↑  Aland, B. 1994: 138